# Nederlandse Spreekwoorden

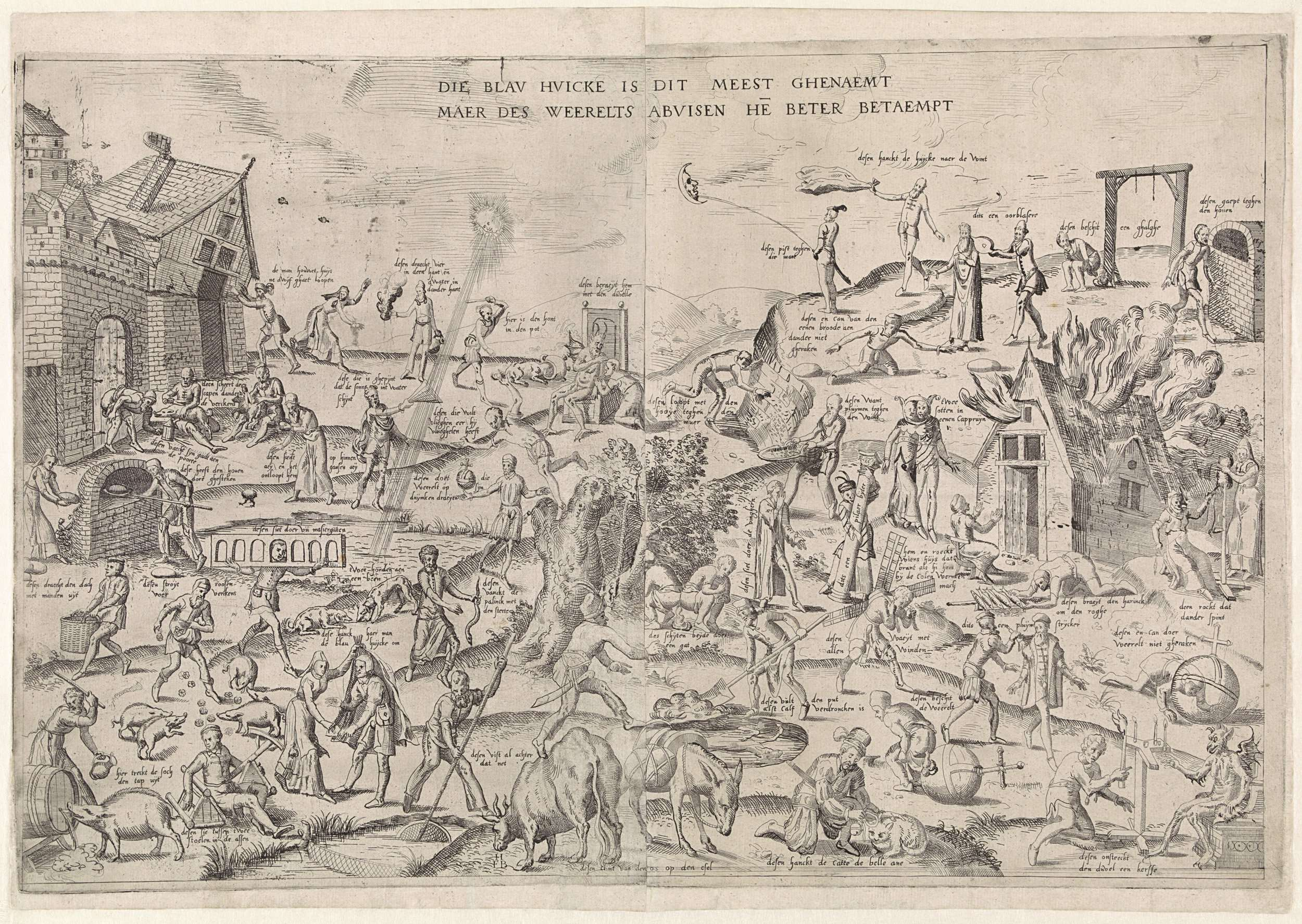
Die blau huicke van Frans Hogenberg (1558)

Nederlandse Spreekwoorden is een olieverfschilderij uit 1559, geschilderd door Pieter Bruegel de Oude. Het schilderij toont ten minste 125 Nederlandstalige spreekwoorden en gezegdes die destijds gangbaar waren. Sommige worden nog altijd gebruikt.

## Achtergrond
Schilderijen over spreekwoorden waren in Bruegels tijd populair. Zo maakte Frans Hogenberg rond 1558 een gravure waarin 43 spreekwoorden gecombineerd werden uitgebeeld. Bruegel maakte dat jaar Twaalf spreekwoorden op individuele panelen. Nederlandse Spreekwoorden putte uit de prent van Hogenberg, maar is voor zover bekend het eerste grote werk gericht op het uitbeelden van spreekwoorden.
Bruegels schilderijen vertonen vaak thema's als absurditeit en dwaasheid van de mens. Nederlandse Spreekwoorden is daarop geen uitzondering. De originele titel van het werk was “De dwaasheid van de wereld”, wat suggereert dat Bruegel het schilderij niet bedoelde als simpelweg een verzameling spreekwoorden maar als beeld van de dwaasheid van mensen. Veel mensen op het schilderij vertonen karakteristieke kenmerken waarmee Bruegel in zijn werken dwaasheid benadrukt.

## De spreekwoorden

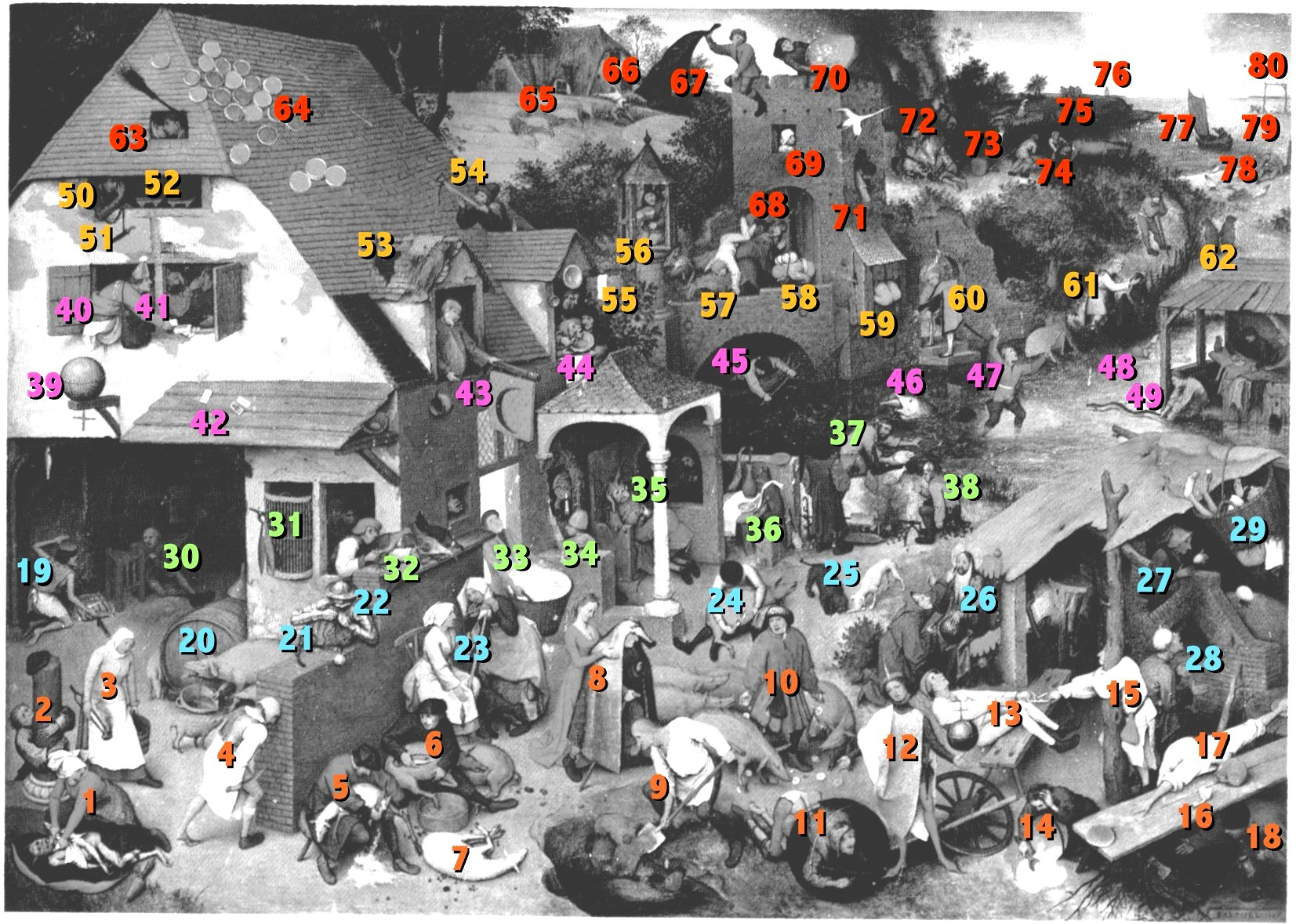
Locatie van de spreekwoorden

| Locatie | Spreekwoord                                                                               | Betekenis | Locatie   |
| ------- | ----------------------------------------------------------------------------------------- | --- | --------- |
| 1       | De duivel op het kussen binden                                                            | Met iedereen raad weten |           |
| 2       | Een pilaarbijter                                                                          | Een zeer schijnheilig / hypocriet persoon |           |
| 3       | Geloof nooit iemand die in de ene hand water en de andere hand vuur draagt                | Wees niet lichtgelovig, niet iedereen is het vertrouwen waard                                                                                |           |
| 4       | Met het hoofd tegen de muur lopen                                                         | Het onmogelijke proberen te bereiken |           |
| 4       | Aan de ene voet een schoen, de ander blootvoets                                           | Evenwicht is voornaamst |           |
| 5       | Men moet de schapen scheren al naar ze wol hebben                                         | Niet tegen elke prijs voordeel willen nastreven                                                                                              |           |
| 5       | Men moet de schapen scheren maar niet villen                                              | Als men uit hebberigheid de inkomstenbron opoffert heeft men niets meer voor in de toekomst                                                  |           |
| 5-6     | De een scheert schapen, de ander varkens                                                  | Het is ongelijk verdeeld in de wereld |           |
| 7       | Zo mak als een lammetje                                                                   | Heel gedwee zijn |           |
| 8       | Zij hangt haar man de blauwe huik om                                                      | Zij bedriegt haar man |           |
| 9       | Als het kalf verdronken is dempt men de put                                               | Pas na een ramp wordt actie ondernomen |           |
| 10      | Rozen (paarlen) voor de zwijnen werpen                                                    | Geld of moeite verspillen aan iets nutteloos                                                                                                 |           |
| 11      | Men moet zich krommen, wil men door de wereld kommen                                      | Men moet er wat voor over hebben om iets te bereiken                                                                                         |           |
| 12      | Hij laat de wereld op zijn duim draaien                                                   | Men doet alles wat hij wil |           |
| 13      | Ze trekken om het langst                                                                  | Ze willen beiden winnen |           |
| 14      | Een stok in het wiel steken                                                               | Iets of iemand tegenwerken |           |
| 14      | Die zijn pap gemorst heeft kan niet alles weer oprapen                                    | Schade kan nooit geheel worden goedgemaakt                                                                                                   |           |
| 15      | Liefde is waar de geldbuidel hangt                                                        | Liefde is te koop |           |
| 16      | Een hark zonder steel                                                                     | Iets waardeloos |           |
| 17      | Niet van het ene brood tot het andere weten te geraken                                    | Niet rond kunnen komen |           |
| 18      | Het bijltje zoeken                                                                        | Een excuus of uitweg verzinnen |           |
| 18      | Zijn licht ergens op laten schijnen                                                       | Iets duidelijk maken |           |
| 18      | Een grote lantaarn maar een klein licht                                                   | Veel praten maar er weinig verstand van hebben                                                                                               |           |
| 18      | Met een lantaarn te zoeken                                                                | Moeilijk te vinden |           |
| 18      | De bijl naar de steel werpen                                                              | Iets geheel opgeven |           |
| 19      | De haring braadt hier niet                                                                | Het gaat niet zoals het zou moeten |           |
| 19      | De haring braden om de hom of kuit                                                        | Iets opofferen om een kleinigheid |           |
| 19      | Een deksel op de kop hebben                                                               | De verantwoordelijkheid voor iets nemen |           |
| 19      | De haring hangt aan zijn eigen kieuwen                                                    | Men dient verantwoording te nemen voor de eigen daden                                                                                        |           |
| 19      | De rook kan het hangerijzer niet deren                                                    | Het heeft geen zin te proberen iets dat vast staat te veranderen                                                                             |           |
| 19      | Daar steekt meer in dan een enkele panharing                                              | Daar zit meer achter |           |
| 20      | De zeug loopt met de tap weg                                                              | Nalatigheid is hier troef |           |
| 21      | De kat de bel aanbinden                                                                   | Iets al te publiekelijk ondernemen |           |
| 22      | Tot de tanden bewapend                                                                    | Zwaar bewapend |           |
| 22      | In het harnas steken                                                                      | Woedend zijn |           |
| 23      | Zorg dat daar geen zwarte hond tussen komt                                                | Pas op dat het niet misgaat |           |
| 23      | De een rokkent wat de ander spint                                                         | Roddelen |           |
| 24      | Het varken is door de buik gestoken                                                       | 1: Door krachtig optreden zijn de moeilijkheden uit de weg geruimd 2: Alles is doorgestoken kaart, opgezet spel, de zaak is vooraf bedisseld |           |
| 25      | Twee honden aen eenen beene, si draghen selden wel overeene                               | Verbitterd om iets vechten |           |
| 26      | Voor God een baard van vlas maken                                                         | Schijnheilig zijn |           |
| 26      | Ze staat in haar eigen licht                                                              | Ze is trots op zichzelf |           |
| 26      | Niemand zoekt de ander in de oven als hij er zich niet zelf in verstopt heeft             | Alleen wie zelf slecht is denkt slecht over anderen                                                                                          |           |
| 27      | Het kippenei grijpen en het ganzenei laten lopen                                          | Een verkeerde keuze maken |           |
| 28      | Tegen een oven gapen                                                                      | Proberen iets onmogelijks te doen |           |
| 29      | Door de mand vallen                                                                       | Doorzien worden |           |
| 29      | Tussen hemel en aarde hangen                                                              | In een lastige situatie verkeren |           |
| 30      | De hond in de pot vinden                                                                  | Te laat zijn voor het eten |           |
| 30      | Tussen twee stoelen in de as zitten                                                       | Niks uitvoeren / besluiteloos zijn |           |
| 31      | Daar hangt de schaar uit                                                                  | Men is daar niet te vertrouwen |           |
| 31      | Aan een been knagen                                                                       | Langdurig vergeefs bezig zijn |           |
| 32      | Een hennentaster                                                                          | Iemand die zich druk maakt om ongelegde eieren                                                                                               |           |
| 33      | De dag met manden uitdragen                                                               | Tijd verdoen |           |
| 34      | Een kaars voor de duivel branden                                                          | Bij iedereen slijmen |           |
| 35      | Bij de duivel te biecht gaan                                                              | Geheimen onthullen aan de vijand |           |
| 35      | Een oorblazer                                                                             | Een kwaadspreker |           |
| 36      | De haan en de vos hebben elkaar te gast                                                   | Twee bedriegers zijn steeds op hun eigen voordeel uit                                                                                        |           |
| 36      | Wat heb je aan een mooi bord als het leeg is?                                             | Lichamelijke behoeften gaan voor zintuiglijke                                                                                                |           |
| 36      | Bij iemand in het krijt staan                                                             | Iemand iets verschuldigd zijn |           |
| 36      | Een schuimspaan zijn                                                                      | Een zuiplap of niksnut zijn |           |
| 37      | Het is gezond om in het vuur te pissen                                                    | Het is goed om hevigheid te kalmeren |           |
| 37      | Hij vangt vissen met zijn handen                                                          | Hij profiteert van andermans werk |           |
| 37      | Met hem kan men geen spies draaien                                                        | Met hem valt niet samen te werken |           |
| 38      | Op hete kolen zitten                                                                      | Ongeduldig zijn |           |
| 39      | De omgekeerde wereld                                                                      | Het tegenovergestelde van wat normaal en logisch is                                                                                          |           |
| 40      | Op de wereld schijten                                                                     | Overal maling aan hebben |           |
| 41      | Elkaar bij de neus nemen                                                                  | Elkaar voor de gek houden |           |
| 41      | De teerling is geworpen                                                                   | De beslissing is genomen |           |
| 41      | De gekken krijgen de beste kaarten                                                        | Het geluk is met de dommen |           |
| 42      | De kaarten vallen op tafel                                                                | Het hangt van het lot af |           |
| 42      | Iets door het oog van de schaar halen                                                     | Materiaal van op het werk voor jezelf houden / Jezelf oneerlijk zaken toe-eigenen                                                            |           |
| 43      | Daar hangt de po uit                                                                      | Het is niet zoals het zou moeten zijn |           |
| 43      | Tegen de maan pissen                                                                      | Iets onmogelijks proberen |           |
| 43      | Een ei in het nest laten                                                                  | Iets op voorraad hebben |           |
| 43      | Lachen als een boer die kiespijn heeft                                                    | Gedwongen / geforceerd lachen |           |
| 44      | Ergens de gek mee scheren                                                                 | Iets of iemand bespotten |           |
| 45      | Achter het net vissen                                                                     | Een kans missen |           |
| 46      | De grote vissen eten de kleine                                                            | De machtigen verrijken zich ten koste van de armen                                                                                           |           |
| 47      | De zon niet in het water kunnen zien schijnen                                             | Afgunst hebben (jaloers zijn) op een ander                                                                                                   |           |
| 48      | Tegen de stroom is het kwaad roeien / zwemmen                                             | Tegen algemene opvattingen kan men zich moeilijk verzetten                                                                                   |           |
| 49      | De kruik gaat zolang te water tot zij barst                                               | 1: Alles heeft zijn beperkingen 2: De onvoorzichtige die niet naar goede raad wil luisteren ondervindt daarvan vroeg of laat de gevolgen     | NP-95.jpg |
| 49      | De breedste riemen worden uit andermans leer gesneden                                     | Het is gemakkelijk met kwistige hand te beschikken over wat een ander toebehoort                                                             |           |
| 49      | Een aal bij de staart hebben                                                              | Een lastige taak ondernemen |           |
| 50      | Iets door de vingers zien                                                                 | Iets oogluikend toestaan |           |
| 51      | Daar hangt het mes uit                                                                    | Men durft daar een grote uitdaging aan te gaan                                                                                               |           |
| 52      | Daar staan klompen                                                                        | Tevergeefs wachten |           |
| 53      | Een gat in het dak krijgen                                                                | Niet erg slim zijn |           |
| 53      | Aan een oud dak moet je veel herstellen                                                   | Verouderde zaken vergen nu eenmaal onderhoud                                                                                                 |           |
| 53      | Men heeft daar latten op het dak                                                          | Daar wordt afgeluisterd |           |
| 54      | De ene pijl de andere nazenden                                                            | Een dwaze of nutteloze daad herhalen |           |
| 54      | Zijn pijlen verschieten                                                                   | Te snel handelen |           |
| 55      | Twee zotten onder één kaproen                                                             | Een gek is zelden alleen |           |
| 55      | Dat groeit uit het raam                                                                   | Dat kan men niet geheim houden |           |
| 56      | Hij speelt op de kaak                                                                     | Hij stelt zich aan |           |
| 57      | Van de os op de ezel springen                                                             | 1: Slechte zaken doen 2: Tegenspoed kennen                                                                                                   |           |
| 58      | Zijn gat aan de poort vegen                                                               | Zich nergens zorgen om maken |           |
| 58      | Iedereen moet zijn last dragen                                                            | Ieder heeft zijn problemen |           |
| 58      | De schouders eronder zetten                                                               | Zich inspannen |           |
| 58      | De ene bedelaar ziet de andere niet graag voor de deur staan                              | Men is bang voor concurrentie |           |
| 59      | Dat hangt als een schijthuis boven de gracht                                              | Dat is overduidelijk |           |
| 59      | Hij kan door een eiken plank zien als er een gat in zit                                   | Hij is niet zo bijzonder als hij zich voordoet                                                                                               |           |
| 59      | Uit hetzelfde gat schijten                                                                | 1: Onafscheidelijke kameraden zijn 2: Het met elkaar eens zijn                                                                               |           |
| 60      | Geld in het water gooien                                                                  | Geld verspillen |           |
| 60      | Een morse muur is snel afgebroken                                                         | 1: Een slechte zaak gaat niet lang mee 2: Als iets slecht gemaakt wordt gaat het gemakkelijk kapot                                           |           |
| 61      | De kap aan de haag hangen                                                                 | 1: Een beroep beëindigen 2: Het voor gezien houden                                                                                           |           |
| 62      | De beren zien dansen                                                                      | Honger hebben |           |
| 62      | Wilde beren vertoeven graag bij soortgenoten                                              | Soort zoekt soort |           |
| 63      | De bezem uitsteken                                                                        | Doen en laten wat men wil als de baas of leidinggevende er niet is                                                                           |           |
| 63      | Onder de bezem getrouwd zijn                                                              | Ongetrouwd samenwonen |           |
| 64      | Daar zijn de daken met vlaaien bedekt                                                     | Daar is men rijk / Daar heeft men overvloed                                                                                                  |           |
| 65      | Zodra het hek van de dam is lopen de varkens in het koren                                 | Een ramp komt voort uit roekeloosheid / Als er geen toezicht is springen kinderen of ondergeschikten uit de band                             |           |
| 65      | Wat de boer aan het koren verliest zal hij aan het spek wel terugvinden                   | Waar iemand iets verliest zal iemand (anders) iets winnen                                                                                    |           |
| 66      | Hij loopt alsof hij het vuur in zijn aars heeft                                           | Hij loopt heel hard |           |
| 66      | Wie vuur eet schijt vonken                                                                | Als men iets gevaarlijks onderneemt krijgt men nare gevolgen                                                                                 |           |
| 67      | Zijn huik naar de wind hangen                                                             | Zijn mening aanpassen naargelang de situatie                                                                                                 |           |
| 68      | Het ringetje van de deur kussen                                                           | Onderdanig / beleefd zijn voorbij geloofwaardigheid                                                                                          |           |
| 69      | De ooievaar nakijken                                                                      | Tijd verdoen |           |
| 69      | Aan de veren kent men de vogel                                                            | 1: Aan iemands uiterlijk (verzorging / kleding) kan men zijn karakter afleiden 2: Kinderen lijken vaak op hun ouders                         |           |
| 70      | Pluimen in de wind waaien                                                                 | Iets doen zonder na te denken |           |
| 71      | Twee vliegen in één klap slaan                                                            | Efficiënt bezig zijn |           |
| 72      | Hij geeft er niet om wiens huis in brand staat, als hij zich maar aan de gloed kan warmen | Hij doet overal voordeel mee, ongeacht de gevolgen voor anderen                                                                              |           |
| 73      | De bok slepen                                                                             | Uitsloven om niks |           |
| 73      | Nood doet zelfs oude vrouwen rennen                                                       | Een onverwachte situatie kan verrassende kwaliteiten naar boven brengen (vergelijkbaar met "angst geeft vleugels")                           |           |
| 74      | Paardenkeutels zijn geen vijgen                                                           | Uiterlijk kan bedriegen / laat je niks wijsmaken                                                                                             |           |
| 75      | Als de ene blinde de ander leidt vallen ze beiden in de gracht                            | Wanneer onbekwamen andere onbekwamen adviseren gaat het fout                                                                                 |           |
| 76      | De reis is nog niet ten einde als men kerk en toren herkent                               | Geef niet op voor het doel geheel is bereikt                                                                                                 |           |
| 76      | Niemand zo fijn iets spon of het kwam aan het licht der zon                               | Niets kan eeuwig verborgen blijven |           |
| 77      | Een oogje in het zeil houden                                                              | Alert zijn |           |
| 77      | Voor de wind is het goed zeilen                                                           | Onder gunstige omstandigheden is het gemakkelijker succes te hebben                                                                          |           |
| 78      | Wie weet waarom de ganzen blootsvoets gaan?                                               | Alles heeft een reden, ook al is die niet altijd even duidelijk                                                                              |           |
| 78      | Als ik ze niet hoef te hoeden laat ik de ganzen ganzen zijn                               | Ik bemoei me niet met andermans zaken als het niet hoeft                                                                                     |           |
| 79      | Waar aas is vliegen kraaien                                                               | Als er iets te halen valt staat iedereen vooraan                                                                                             |           |
| 80      | Op de galg schijten                                                                       | Nergens bang voor zijn |           |